# Ca$his
Ca$his, ou Cashis, de son vrai nom Ramone Johnson (né le 10 octobre 1982 à Chicago), est un rappeur américain. Il est né et a grandi à Chicago mais a emménagé à Irvine, Californie. Il est mieux connu comme ayant participé à l'album Eminem Presents: The Re-Up avec Eminem et le label, et pour avoir publié The County Hound EP en 2007. The County Hound EP compte 6 700 exemplaires vendus et débute 106e du Billboard 200. Il est également mieux connu pour sa participation au titre You Don't Know'(d'Eminem avec 50 Cent et Lloyd Banks.
En août 2011, sur sa mixtape Roof Top Vol. 1, dans l'intro, Cashis révèle son départ de Shady Records, mais il reste chez Bogish Brand Entertainment. Après quelques reports de date, son premier album solo, The Art of Dying, est indépendamment publié le 30 octobre 2012. Le 15 octobre 2013, Il publie son deuxième album solo The County Hound 2, significativement produit par Eminem.

## Biographie

### Débuts et signature chez Shady Records (1997–2006)
Cashis rappe pour la première fois dans un freestyle avec son cousin à 12 ans. À 14 ans, il enregistre une première chanson professionnelle. À 17 ans, il se consacre plus sérieusement au rap et participera à plusieurs battles aux alentours de Los Angeles et du comté d'Orange sous le nom de Lil Ramone.
En 2004, Cashis est considéré comme « roi du rap du comté d'Orange » et attire l'attention de l'A&R du label Shady Records, Dart Parker, qui le signe après avoir écouté une de ses mixtapes, Stars With Stripes. Cashis ne se présente cependant au public qu'en 2006 lorsqu'il apparait aux côtés d'Eminem, 50 Cent et Lloyd Banks sur le titre You Don't Know, le premier single extrait de la compilation certifiée multi-disque de platine, Eminem Presents: The Re-Up jouant en solo sur les titres Everything Is Shady et Talkin' All That. Ses titres solo Talkin' All That est félicité par le magazine Complex.

### The County Hound EPetThe Art of Dying(2007–2012)
Son premier album solo chez Shady Records est un EP de huit titres intitulé The County Hound EP, le 22 mai 2007. The County Hound EP débute 106e du Billboard 200 et 37e des Top R&B/Hip-Hop Albums. L'album est produit par Eminem, le seul artiste qui participe au projet. L'EP est accueilli d'une manière mitigée par la presse spécialisée,. Certains félicitent l'arrivée de Cashis, cependant d'autres critiquent les thèmes gangster abordés dans l'album,. À l'annonce de l'album, il devait être intitulé Loose Cannon et faire participer Eminem, Sha Money XL, Dr. Dre, et The Alchemist. À cette période, il devait être publié entre septembre et octobre 2007.
En 2009, Cashis promet un album pour septembre. Cependant, la date de sortie est repoussée, Eminem et 50 Cent étant occupé dans leurs projets. Il repoussera l'album puis demandera à publier l'album sur Shady Records qui ne sera pas finalisé avant 2012. Pour la promotion de ce premier album, Cashis publie la mixtape Church on the Move. Son premier album studio intitulé The Art of Dying est indépendamment publié le 30 octobre 2012 qui fait participer Rick Ross, Game, K-Young et Royce da 5'9", notamment. Eminem produit également une chanson intitulée You Think That I'm Crazy.

### The County Hound 2etEuthanasia(2012–2014)
Avant la publication de The Art of Dying, Cashis révèle travailler sur un deuxième album, qui serait terminé à 65 % en septembre 2012. Il devrait faire participer Jake One et Eminem, et sortir en mai 2013. Cependant, l'album ne sort pas comme prévu. Le 25 décembre 2012, Cashis publie une autre mixtape intitulée Loose Cannon qui devait être le titre du troisième album. Le 30 avril 2013, Cashis publie le premier single de son deuxième album The County Hound 2, intitulé Layin in the Cut produit par Eminem et Rikanatti. La vidéo de la chanson est publiée le 8 août 2013,. Le second single de l'album, Mind on My Money (Money on My Mind) est publié sur iTunes le 16 mai 2013. La chanson fait participer les rappeurs Kuniva des D12, Obie Trice et Dirty Mouth.
Le 1er juillet 2013, Cashis publie le troisième single extrait de The County Hound 2, Imma Hustla en featuring avec Crooked I et Sullee J,,. En juillet 2013, Ca$his annonce travailler sur une nouvelle mixtape The Loose Cannon 2qui contiendra de nombreux freestyles. Puis le 19 août 2013, il publie le quatrième single de The Country Hound 2, Look at Me, en featuring avec King Los, K Young, et B. Todd,. Le 28 septembre 2013, Cashis révèle la couverture et la liste des titres de l'album, annonçant en même temps la date de sortie pour le 15 octobre 2013. Il annonce également la participation de quelques membres de Boaz, et Demrick notamment.
En octobre 2013, Cashis révèle avoir enregistré cinq à six chansons pour son troisième album studio. Le 1er avril 2014, Cashis publie I'ma Ride avec Problem comme le premier single extrait de l'album. Le deuxième single de l'album, intitulé Bird Call, est publié le 6 mai 2014. Puis le 16 mai 2014, Cashis annonce que l'album, intitulé Euthanasia sera publié le 1er juillet 2014. Son troisième single 100 Proof avec Roccett est publié le 28 mai 2014.

### I'm Getten MineetCounty Hound 3(depuis 2015)
En début janvier 2015, Cashis publie la couverture de la mixtape I'm Getten Mine. Puis la mixtape est publiée sur iTunes. Le 7 avril 2015, Cashis publie son quatrième album, The County Hound 3. Trois singles sont publiés pour la promotion de l'album. Le premier single, A-Rod, fait participer Emilio Rojas. Le second, Work fait participer Young Buck, Project Pat et Sullee J. Le troisième single s'intitule Kingpin avec Young Buck, Arez Cobain et June B.

## Discographie

### Albums studio
- 2007 : The County Hound EP
- 2011 : The Vault
- 2011 : Euthanasia LP[28]
- 2013 : County Hound 2

### Albums collaboratifs
- 2005 : Watch Closely (avec The Renegadez)
- 2006 : Eminem Presents: The Re-Up (avec Shady Records)

### Compilations
- 2005 : Stars with Stripes
- 2008 : Homeland Security (avec Young De)[29]
- 2011 : Shady Loyalty 1st[29]

### Singles
- 2007 : Lac Motion